# Stadtburg Hamm
Die Stadtburg Hamm oder auch Burg der Grafen von der Mark war eine Burganlage im nordöstlichen Bereich der Altstadt von Hamm. Sie grenzte im Norden unmittelbar an die Stadtmauer an. Die Burg entstand in den Jahren nach der Stadtgründung im Jahr 1226 als Zitadelle, befestigter Stützpunkt der Grafen in der Stadt. Sie diente außerdem über die Jahrhunderte als Sitz des Landesherren, Renteihof und Gerichtssitz sowie als Kommandantur der Garnison. Bei Ausgrabungen im Umfeld der Neubaumaßnahmen zum Seniorenzentrum An St. Agnes konnten die Grundmauern im Erdreich nachgewiesen werden. Sie werden der Öffentlichkeit durch Kennzeichnung im Straßenbelag sowie durch Teilpräsentation der Originalbefunde dauerhaft zugänglich bleiben.

## Geschichte
In welchem Jahr mit dem Bau der Burg der Grafen von der Mark begonnen wurde, lässt sich heute nicht mehr feststellen. Diesbezüglich sind keine zuverlässigen Quellen überliefert. Vermutlich war die Burg die Zitadelle der Stadt, ein befestigter Punkt, von dem aus die Grafen die Stadt in der Hand zu behalten suchten. Daraus lässt sich folgern, dass die Gründung der Stadt Hamm im Jahre 1226 und der Zeitpunkt des Baubeginns der Burg nicht allzu weit auseinander liegen dürften.
Nachweislich wurde die Stadtburg der Grafen von der Mark am Nordenwall noch im Verlaufe des 13. Jahrhunderts in den Bau der Stadtbefestigung einbezogen. Graf Adolf I. von der Mark hatte der Stadt Hamm nach Beendigung der Jahrzehnte andauernden Erbstreitigkeiten der verschiedenen gräflichen Linien am 1. Mai 1243 das Recht der Stadtbefestigung verliehen. In der Folge baute man die Stadt zu einer als uneinnehmbar geltenden Festung aus. Die Verbindung der beiden Flüsse Lippe und Ahse wurde auch im Osten der Stadt durch die Ostblütergräft hergestellt. Dadurch befand sich Hamm auf einer strategisch günstig gelegenen Inselposition. Diese ist noch zusätzlich durch Doppelwälle und Palisaden abgesichert worden. Urkunden bestätigen die Existenz einer Stadtmauer, an die die Burg unmittelbar angrenzte, spätestens im Jahre 1290.
Zur Burganlage gehörte eine der Heiligen Agnes geweihte Kapelle, die erstmals in einer Urkunde von 1328 (alternative Angabe: 1338) Erwähnung findet, aber schon 1296 von Graf Eberhard I. von der Mark erbaut worden sein soll. Diese Kapelle übergab Graf Gerhard von der Mark zu Hamm am 20. März 1455 als Klosterkapelle an die Mönche des neu gegründeten Franziskanerklosters Hamm.
Durch die Verleihung weitreichender Privilegien durch die Grafen von der Mark und später durch die Herzöge von Kleve erhielt Hamm ein für die damalige Zeit recht weitreichendes Selbstverwaltungsrecht. Die Stadtburg dürfte dadurch im Laufe der Zeit stark an Bedeutung eingebüßt haben. Dies änderte sich dann noch einmal im Jahre 1419. Graf Gerhard von der Mark zu Hamm, der mit seinem Bruder Adolf IV. von Kleve-Mark um die Herrschaft in der Grafschaft Mark rang, nutzte sie als Ausgangsbasis für seine Ansprüche. Er gewann die Unterstützung der Hammer Bürger, die auf den Erhalt ihrer Selbstverwaltungsrechte bedacht waren, unter anderem durch die Zusicherung, auf eine weitere Befestigung der Stadtburg zu verzichten.
Mit dem Rückhalt durch die Hammer Kaufleute konnte Gerhard den Streit 1437 für sich entscheiden. Er wählte die Stadtburg als Residenz in seiner neuen Hauptstadt Hamm. Mit dem Tode Graf Gerhards 1461 verlor die Stadtburg endgültig ihre Funktion als Sitz der Landesherren. Stattdessen wurde sie als „Renteihof“ bzw. „Königlicher freier Hof“ eingesetzt. Die Burg war der Sitz des landesherrlichen Rentmeisters und als solche von allen Personal- und Reallasten befreit. Im Fürstenhof zu Hamm [sic!] verglichen sich am 4. Oktober 1628 vor dem dortigen Drosten Ludolph Luther von Hoete und dem fürstlichen Anwalt Henrich Dietherich Hillebringk Friedrich Georg von der Recke zum Braemhofe, Rittmeister, und Jobst Wallraben zum Grönenberg über nachbarliche Streitigkeiten.
1780 wurde der Renteihof dann an General Karl Friedrich von Wolffersdorff veräußert, der von 1763 bis 1782 auch Chef des örtlichen preußischen Regiments zu Fuß war (1806 No.9). Aus diesem Grund wurde die Burg auch „Generalshof“ genannt. Nach einer Schilderung R. Fr. Ehlerts ist anzunehmen, dass sich der eigentliche Wohnsitz Wolfersdorffs auf seinem Gute befand, während er im „Generalshof“ seinen Dienstobliegenheiten nachging und vielleicht auch mit seinen Offizieren dort speiste.
R. Fr. Ehlert führt dazu aus:
Er [Wolfersdorf] wohnte, aber residierte vielmehr in einer am Norden-Walle gelegenen, von hohen Linden und Kastanien-Bäumen umschatteten alten Burg, „Generalshof“ genannt. Die Nebengebäude bildeten den Marstall, die Wohnungen der Stadtbediensteten, und daran grenzte der große Paradeplatz. Die von lebendigen Hecken umgebene Niederung hatte schöne, an den Ufern der Ahse und Lippe gelegene sonnige, fruchtbare Gärten, die man den Weinberg nannte.
Und an anderer Stelle:
Als Belohnung seiner Verdienste mit Orden geschmückt, war ihm [Wolfersdorff] das treffliche Regiment der Grafschaft Mark verliehen, und eine königliche Domaine in der nähe der Stadt Hamm, das schöne, sogenannte Ostholz, mit der einträglichen Ziegelei, zum Eigenthum geschenkt.... Er war ein Freund der martialischen Musik, und nach aufgehobener Tafel, wenn er erst durch die Stadt nach seinem Ostholz fuhr, hatte er das Hautboisten-Thor auf einem langen, sogenannten Wurstwagen, auf Blasinstrumenten munter spielend, in seinem Gefolge.
1803 ging die Besitzung in Privathände über.
Bis in die Zwanzigerjahre des 20. Jahrhunderts sind die Gebäude der Burg offensichtlich bis auf einen spärlichen Rest verfallen. Schon zu dieser Zeit war über die einstige Position und Größe der Gebäude wenig bekannt. Anlässlich der Festschrift zur Erinnerung an das 700-jährige Bestehen der Stadt Hamm gelang es dann, mit Hilfe eines Stadtplans von 1734, dessen Original sich im Geheimen Stadtarchiv in Berlin-Dahlem befindet, die Lage der Burg zu lokalisieren. Anhand des Merianstichs von 1647 in Verbindung mit einer Grundrißaufnahme des damaligen Bestandes entstand zudem ein Aufriss der Burg.

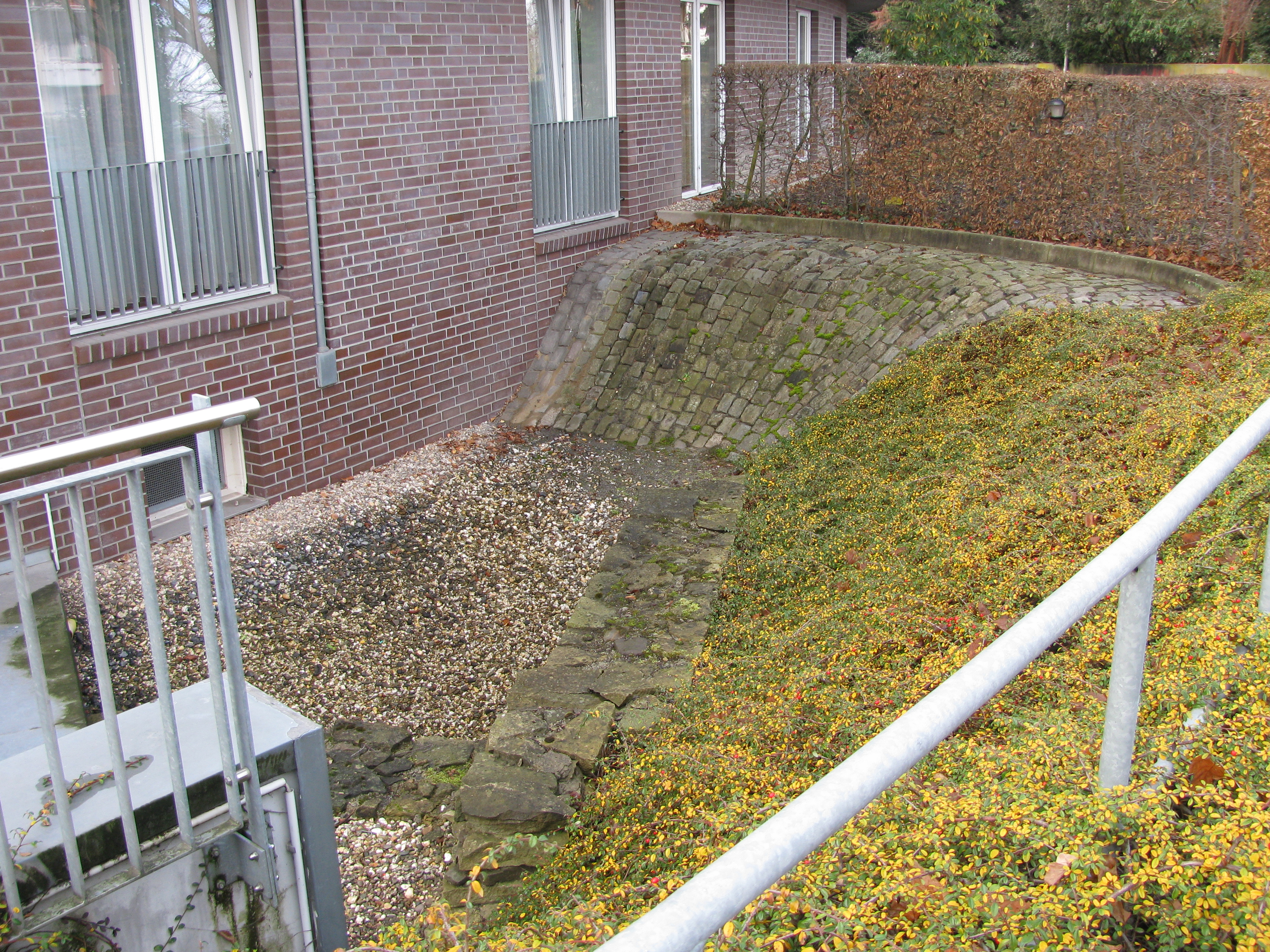
Erwähnte Burgüberreste, die beim Bau gefunden wurden

Im Jahre 1944 wurde das Gelände dann durch die Luftangriffe völlig zerstört und später mit einer Kinderklinik überbaut, dem katholischen St. Elisabeth-Säuglingskinderheim. Dieses wurde schließlich 2006 zugunsten des Neubaus des Seniorenzentrums An St. Agnes zum Abriss freigegeben. Im Zuge der Ausschachtungsarbeiten konnten die Grundmauern der Burg im Erdreich nachgewiesen werden. Sie werden der Öffentlichkeit zugänglich bleiben. Zu diesem Zwecke wurden eine Kennzeichnung im Straßenbelag und eine Teilpräsentation der Originalfunde vorgenommen.

## Erscheinungsbild
Die Bezeichnung „Burg“ weckt Assoziationen über die Größe und die Bedeutung des Bauwerkes, die vermutlich mit den Tatsachen nicht ganz in Einklang stehen. Zwar wird die Burg im eigentlichen Sinne mit Hof, Nebengebäuden und Kapelle recht geräumig gewesen sein. Die mutmaßliche Wohnburg, das turmartige Bauwerk, das in der Stadtmauer eingebaut war, war räumlich allerdings eher knapp bemessen. Ihre Grundfläche hätte kaum für die Ansprüche eines mittleren Einfamilienhauses genügt. Es ist daher fraglich, ob das Gebäude überhaupt jemals als Wohnung verwendet worden ist.
Der Grundriss des Wehrzöllers gleicht dem des Wehrturmes des befestigten fürstlichen Schlosses zu Rheda, der vermutlich aus der gleichen Zeit stammt wie die Grafenburg. Bei solchen Anlagen ragten außerhalb der Frontmauern des Wehrzöllers ringsum Steinkonsolen heraus. Dazwischen gingen vierkantige Löcher durch die ganze Mauerrinde. Wenn es zu einer Belagerung kam, konnte ein Längsbalken über die Konsolen geschoben werden. Auf dem Balken lagen die Köpfe der leichteren Belegbalken, die man von innen her durch die Mauerlöcher steckte. Auf diese Weise entstand der Wehrgang, der draußen eine Schutzwand von Eichenbohlen erhielt und Klappen im Boden hatte. Diese konnte man öffnen, wenn Belagerer den Turm mittels Leitern anzugreifen versuchten, um heißes Wasser, Pech, Öl oder Steine auf die Feinde hinabzuwerfen oder zu -schütten.
Das von Merian dargestellte obere Stockwerk der Grafenburg zu Hamm war ganz ähnlich ausgebildet. Abweichend von der Anlage in Rheda dürfte die beschriebene Verteidigungsanlage allerdings ständig installiert geblieben sein. Der Frankfurter Kupferstecher war offensichtlich über den Zweck eines Wehrganges unterrichtet, wie die kleinen, in Augenhöhe gezeichneten Ausflugfensterchen in der Eichendielenwand belegen. In den Ecken befanden sich zudem Flankiertürme, die den Verteidigern ein Ausweichen ermöglichen sollten, wenn sie dazu gezwungen waren, auf der anderen Turmseite zu kämpfen.
Das heutige Seniorenheim An St. Agnes steht, wie zuvor das katholische St. Elisabeth-Säuglingsheim, mit seiner nordöstlichen Ecke auf dem Keller der Burg, der 1927, als die Festschrift zum 700-jährigen Bestehen der Stadt erschien, noch vollständig erhalten war. Dieser Kellerraum war in Nord-Süd-Richtung 14,70 Meter lang und von Westen nach Osten 7 Meter breit. Die Umfassungsmauern hatten eine Dicke von zirka 90 Zentimetern. Die Längszwischenwand war 60 Zentimeter stark. Der Keller des später errichteten Hauses ging nach Süden nicht über die alte Länge von 14,70 Meter hinaus. Allerdings war er beim Wiederaufbau nach Westen hin erweitert worden. Die 90 Zentimeter starke Trennungsmauer zwischen dem alten und dem neuen Keller ist offensichtlich ehemals Außenmauer gewesen, da sie zugemauerte Fenster zeigte. Die 90 und 60 Zentimeter starken Mauern waren aus Bruchsteinen gemauert. Die Kellererweiterung hingegen bestand aus Backsteinen modernen Formats, was bewies, dass diese Mauern beim Abbruch noch nicht vorhanden gewesen sind.
Die Burg (der Stadtmauerturm) hatte, anders als früher angenommen, keine Quadratform. In Wirklichkeit war er 16,50 Meter lang und 8,80 Meter breit und stand mit der letztgenannten Breite in der Flucht der Stadtmauer. Wenn in ihm überhaupt eine Wohnung untergebracht war, kann es sich nur um eine untergeordnete gehandelt haben. Dies ist auch naheliegend, da sich die Grafen von der Mark regelmäßig nur vorübergehend dort aufhielten. Stammsitz dieses Geschlechtes war schließlich über Jahrhunderte die Burg Mark im Nachbardorf Mark, das Hamm erst 1939 zugeschlagen worden ist.